# 天主教河靜教區
天主河靜教區（拉丁語：Dioecesis Hatinhensis）是越南一個羅馬天主教教區。此教區屬河內總教區，包括河靜、廣平兩省。
教區原屬榮教區，2018年12月22日拆出，升為教區。
2018年有教友241,112人、96個堂區、91名司鐸，現任主教為阮泰合。其座堂是聖彌額爾座堂。